# Dolichopeza isolata
Dolichopeza isolata är en tvåvingeart som beskrevs av Alexander 1930. Dolichopeza isolata ingår i släktet Dolichopeza och familjen storharkrankar. Inga underarter finns listade i Catalogue of Life.